# Когда я умирала
Когда я умирала — роман американского писателя Уильяма Фолкнера. Композиционно выстроен как цепь монологов героев, иногда длинных, иногда в одно-два предложения. Авторский текст полностью отсутствует. Состоит из 59 глав. Фабула романа — похороны старой фермерши, которую семья повезла хоронить в соседний город, время действия около десяти дней.

## Персонажи
- Адди Бандрен — жена Анса, мать Кеша, Дарла, Дьюи Дэлл и Вардамана. Она состояла во внебрачной связи со своим священником, преподобным Уитфилдом, от которого родился её третий ребёнок — Джул.
- Анс Бандрен — вдовец Адди, отец всех детей, кроме Джула.
- Кеш Бандрен — опытный и сноровистый плотник, старший сын в семье. Он сколачивает гроб для Адди Бандрен.
- Дарл Бандрен — второй ребёнок Адди. Дарл на пару лет моложе Кеша. Дарл — наиболее часто встречающийся в книге персонаж. Он повествует в 19 из 59 глав.
- Джул Бандрен — третий ребёнок в семье, около 19 лет. Единоутробный брат остальных детей и любимец Адди. Он незаконнорождённый сын Адди и Уитфилда.
- Дьюи Дэлл Бандрен — Дьюи Дэлл — единственная дочь Анс и Адди Бандренов; ей 17 лет, и она является предпоследним ребёнком Бандренов.
- Вардаман Бандрен — младший ребёнок Бандренов, где-то между семью и десятью годами.
- Вернон Талл — друг Бандренов, который характеризуется в книге как хороший фермер, менее религиозный, чем его жена.
- Кора Талл — жена Вернона Талла, соседка Адди, которая присутствовала во время её смерти. Она очень религиозна, что видно по её речи.
- Пибоди — доктор семейства Бандрен; является рассказчиком в двух главах книги. Анс отправляет за ним незадолго до того, как Адди умирает. Ко времени его прибытия уже ничего нельзя было сделать, и ему оставалось только наблюдать за тем, как она умрет. К концу книги, когда он работает с ногой Кеша, Пибоди дает прекрасную оценку Ансу и всей семье Бандренов с точки зрения общества в целом.
- Лейф — фермер, от которого зачала Дьюи Дэлл и который дал ей 10 долларов на аборт.
- Уитфилд — местный священник, с которым Адди имела любовную связь, в результате чего появился Джул.
- Самсон — местный фермер, который приютил у себя семейство Бандренов в их первую ночь поездки в Джефферсон. Жена Самсона, Рэйчел, испытывает отвращение к тому, как семья Бандренов обращается с Адди, переправляя её гроб через сельскую местность.
- Другие рассказчики: МакГауэн, Мозли, Армистид.

## Создание
Роман был закончен 11 декабря 1929 года, перепечатан и отправлен издателю Халу Смиту. 6 октября 1930 года книга поступила в продажу тиражом 2522 экземпляра. Вышедший в феврале 1931 года роман «Святилище» за первый месяц смог разойтись 3519 книгами, что в 3 раза превышала общие продажи с момента выхода в свет «Шума и ярости» и «Когда я умирала».